# Olpuch
Olpuch (kašubsky Òlpùch) je kašubská vesnice v severním Polsku, nacházející se v Pomořském vojvodství, okrese Kościerzyna a gmině Stara Kiszewa. Leží u železniční trati č. 201 (zastávka Olpuch), na hranici Kašubské jezerní plošiny a přírodního parku Wdzydze. Jižně od obce leží jezera Przywłoczno a Wierzchul, západně pak jezero Kotel.

## Historie
V roce 1892 měla obec 173 obyvatel — z toho 167 Kašubů a 6 Němců. Kašubové hovořili kašubštinou, Němci němčinou. Všichni Kašubové byli katolíci, zatímco všichni Němci byli protestanti.
Během druhé světové války byl v rámci systematické kampaně za odstraňování slovansky znějících zeměpisných názvů změněn německý název Olpuch, používaný již v pruské době, na uměle vytvořený název Klettenhagen.
V letech 1975–1998 město patřilo do Gdaňského vojvodství.